# Raf Wyns
Raf Wyns (7 januari 1964) is een gewezen Belgische atleet, die zich had toegelegd op de lange afstand en het veldlopen. Hij nam deel aan verschillende  Europese en wereldkampioenschappen en veroverde twee Belgische titels.

## Biografie

### Jeugd
Raf Wyns veroverde verschillende Belgische jeugdtitels en verbeterde in alle jeugdcategorieën Belgische records, waarvan enkele nog steeds standhouden. Hij nam deel aan twee Europese kampioenschappen en veroverde in 1983 een bronzen medaille op de 1500 m.

### Studies
Wyns studeerde psychologie aan Iowa State University.

### Baan
In 1987 nam Wyns op de 3000 m deel aan de wereldindoorkampioenschappen in Indianapolis, waar hij werd uitgeschakeld in de series. In 1990 liep hij op de 10.000 m tijdens de Nacht van de atletiek het minimum voor deelname aan de Europese kampioenschappen in Split, waar hij twintigste werd in de rechtstreekse finale. Twee jaar later veroverde hij op deze afstand zijn eerste Belgische titel.

### Veldlopen
Wyns nam driemaal deel aan de wereldkampioenschappen met een vierendertigste plaats in 1989 als beste resultaat.

### Weg
In 1993 wist Wyns zich op de marathon te plaatsen voor de WK in Stuttgart. Hij werd vierentwintigste. Hij nam dat jaar ook deel aan het WK halve marathon, waar hij zeventigste werd. Het jaar nadien veroverde hij ook op de halve marathon de Belgische titel.

### Clubs
Wyns begon zijn carrière bij  AC Boom, maar stapte vrij snel over naar Duffel AC. Hij werd nadien trainer bij onder meer Atlemo, waar hij Monder Rizki ontdekte en trainde. Sinds het najaar van 2023 is hij actief als trainer bij de club ABES Edegem. 

## Belgische kampioenschappen
| Onderdeel      | Jaar |
| -------------- | ---- |
| 10.000 m       | 1992 |
| halve marathon | 1994 |

## Persoonlijke records
Outdoor
| Onderdeel | Prestatie | Datum            | Plaats                 |
| --------- | --------- | ---------------- | ---------------------- |
| 1500 m    | 3.38,96   | 1 juli 1984      | Sint-Lambrechts-Woluwe |
| 3000 m    | 7.50,47   | 3 augustus 1990  | Rhede                  |
| 5000 m    | 13.37,26  | 13 augustus 1989 | Hengelo                |
| 10.000 m  | 28.09,33  | 7 juli 1990      | Hechtel                |
| marathon  | 2:13.17   | 25 april 1993    | Parijs                 |

Indoor
| Onderdeel | Prestatie | Datum        | Plaats      |
| --------- | --------- | ------------ | ----------- |
| 3000 m    | 7.49,83   | 9 maart 1986 | Gainesville |

## Palmares

### 1500 m
- 1981: 4e op EK junioren in Utrecht – 3.45,35
- 1983:  EK junioren in Schwechat – 3.41,75

### 3000 m
- 1987: 6e in series WK indoor in Indianapolis – 8.01,08

### 5000 m
- 1981: 6e op EK junioren in Schwechat – 14.20,47
- 1991:  BK AC – 14.06,75

### 10.000 m
- 1990: 20e op EK in Split – 29.09,74
- 1992:  BK AC – 28.47,65

### halve marathon
- 1993: 70e op WK in Brussel – 1:04.29
- 1994:  BK AC in Hulshout – 1:04.12

### marathon
- 1993: 24e op WK in Stuttgart – 2:25.30

### veldlopen
- 1989: 34e op WK in Stavanger
- 1991: 157e op WK in Antwerpen
- 1992: 106e op WK in Boston